# جورج بارلو (بازیکن فوتبال، زاده ۱۹۱۴)
جورج بارلو (انگلیسی: George Barlow؛ 1914 – ) بازیکن فوتبال اهل پادشاهی متحد بریتانیای کبیر و ایرلند بود.
از باشگاه‌هایی که در آن بازی کرده‌است می‌توان به باشگاه فوتبال منزفیلد تاون اشاره کرد.